# Sophia Dominguez-Heithoff
Sophia Julieta Dominguez-Heithoff (Kansas, Misuri, Estados Unidos, 13 de marzo del 2000) es una modelo y actual reina de belleza estadounidense de Miss Teen USA 2017, siendo la segunda misuana en obtener el título, desde el 2001. 

## Historia
Dominguez-Heithoff nació en la ciudad de Kansas, estado de Misuri en el seno de una familia militar. Tiene ascendencia mexicana por parte de su padre y la alemana por parte de su madre. En el año 2017, se graduó en el Park Hill South High School e ingresó a la Universidad de Kansas, en estudiar Ciencias Políticas y Éticas. 

## Miss Teen Misuri USA 2017
El pasado 26 de octubre del 2016, Dominguez-Heithoff se coronó como Miss Teen Misuri USA 2017 por su antecesora Dallas Ezard, Miss Teen Misuri USA 2016 y junto a Bayleigh Dayton, la Miss Misuri USA 2017. 

### Miss Teen USA 2017
Dominguez-Heithoff representó a Misuri en el certamen de Miss Teen USA 2017, que fue realizado en Phoenix, Arizona el pasado 29 de julio del 2017, en donde al final del evento, resultó ganadora del certamen y fue coronada por la reina saliente Karlie Hay de Texas, Miss Teen USA 2016.
| Predecesor: Karlie Hay Texas | Miss Teen USA 2017          | Sucesor: Hailey Colborn Kansas |
| Predecesor: Dallas Ezard     | Miss Missouri Teen USA 2017 | Sucesor: Chloe Barlett         |